# Prochondracanthus platycephali
Prochondracanthus platycephali – gatunek widłonoga z rodziny Chondracanthidae. Opisał go w 1975 roku zoolog Ju-shey Ho.